# بلدرچین بوته‌ای رنگین آبرولوس
 بلدرچین بوته‌ای رنگین آبرولوس (نام علمی: Turnix varius scintillans) نام یک زیرگونه از تیره بلدرچین بوته‌ای است.